# Marie-Anne Belfroid
Marie-Anne Belfroid (née Ronveaux), née le 23 octobre 1935 à Uccle et décédée le 3 novembre 2024 à Havelange, est une ingénieure civile et cheffe d’entreprise belge. Elle a dirigé le groupe Ronveaux SA, une entreprise spécialisée dans le béton précontraint, et est la première femme à recevoir le titre de Manager de l’Année en 2003 décerné par Trends-Tendances.

## Biographie
Marie-Anne Belfroid obtient en 1958 un diplôme d’ingénieur civil en construction de l’Université de Liège, étant l’une des deux seules femmes de sa promotion. Elle intègre immédiatement l’entreprise familiale, Ronveaux SA, fondée en 1923 par son père, Eugène Ronveaux. Elle y prend en charge le volet commercial et lance l'entreprise dans ses premières activités de génie civil, s'orientant vers des projets de fabrication de poutres de ponts, puis de viaducs pour les autoroutes et de bâtiments industriels,,.
Sous la direction de Marie-Anne Belfroid, l'entreprise se développe et participe à des projets majeurs tels que la construction du viaduc des Guillemins à Liège, la gare de Bruxelles-Midi, la tour Belgacom, et la rénovation de Tour & Taxis. Dans les années 1990, elle ouvre le groupe à l’international, notamment en France et au Vietnam, où Ronveaux apporte son savoir-faire dans des projets d’envergure tels que le stade de Hanoï et des immeubles de grande hauteur.
Le 8 janvier 2004, elle devient la première femme à recevoir le prix de Manager de l'Année décerné par le magazine Trends-Tendances.
En 2004, elle cède la direction à sa fille, Françoise Belfroid, après avoir organisé une transition progressive afin de préserver l’actionnariat familial,. Elle en garde toutefois la présidence. Le groupe Ronveaux intègre en 2018 le Groupe Wanty. Marie-Anne Belfroid a également occupé plusieurs fonctions influentes : vice-présidente de la Fédération belge du Béton, administratrice de l’Union wallonne des Entreprises, et présidente de l’Union des Classes Moyennes,.
De 2009 à 2011, elle préside le Conseil économique et social de la Région wallonne, où elle plaide pour une meilleure adéquation entre enseignement et marché du travail, une simplification administrative et une amélioration des services du Forem.
Elle meurt le 3 novembre 2024 .